# Ramberger Bach
Der Ramberger Bach ist ein gut ein Kilometer langer Bach im südöstlichen Pfälzerwald auf der Gemarkung der Ortsgemeinde Ramberg im rheinland-pfälzischen Landkreis Südliche Weinstraße, der von rechts und Westen in den Dernbach mündet.

## Verlauf
Der Ramberger Bach entspringt im Pfälzerwald auf etwa 391 m ü. NHN in einer Wiese westlich von Ramberg am nördlichen Fuße des Hermeskopfes.
Er fließt teils unterirdisch verdolt in ostsüdöstlicher Richtung durch die Flur Dorfwiesen, quert dann die Schloßbergstraße und läuft danach zum Teil unterirdisch durch den Westzipfel von Ramberg. Nachdem er die Kreuzwoogstraße unterquert hat, wendet er sich nach Südosten und mündet schließlich auf etwa 235 m von rechts in den Dernbach.